# Vedewa
Die vedewa r. V. (Vereinigung der Wasserversorgungsverbände und Gemeinden mit Wasserwerken, später Eigenbezeichnung: Kommunale Vereinigung für Wasser-, Abfall und Energiewirtschaft) war ein Verband mehrerer vor allem baden-württembergischer Wasserversorgungsverbände und Gemeinden, der ingenieurtechnische Dienstleistungen anbot.

## Geschichte
1919 trafen sich die Vorsitzenden von württembergischen Gruppenwasserversorgungen, um über eine gemeinsame Betreuung der Wasserversorgungsanlagen zu beraten. Die Vereinigung der Wasserversorgungsverbände und Gemeinden mit Wasserwerken (kurz vedewa) wurde schließlich 1931 durch 31 württembergische Wasserversorgungsverbände gegründet. 1933 übernahm der Verband Teilaufgaben des aufgelösten Bauamtes für die öffentliche Wasserversorgung.
Nach dem Zweiten Weltkrieg wurde durch die vedewa ein Wartungs- und Reparaturdienst für die eingesetzten Maschinen, Ausrüstung und Pumpen aufgebaut. Ab 1948 wurde die vedewa für die Planung und Bauüberwachung beim Wiederaufbau und Neubau der Wasserversorgungseinrichtungen in Anspruch genommen. Ab 1957 erfolgte die Planung und die Bauüberwachung von Ortskanalisationen und Kläranlagen für württembergische Kommunen. Zwei Jahre später wurde die technische Betriebsführung der Wasserzweckverbände übernommen.
1968 stieg die vedewa nach dem Beschluss der Mitgliederversammlung in die Abfallwirtschaft ein und bot fortan entsprechende Dienstleistungen an. 1979 wurde das Arbeitsgebiet um den Bereich rationelle Energieverwendung erweitert. Auf Grund von Nachfragen nach Grundwasser-, Deponiegas-, Boden- und Luftanalysen wurden die Laborkapazitäten ab 1984 kontinuierlich erweitert. 1987 erweiterte sich das Aufgabengebiet um Altanlagensanierung und Kommunale Informatik.
1990 wurde ein Büro in Freiberg in Sachsen eröffnet, das entsprechende Dienstleistungen im Bereich Umweltschutz und kommunale Infrastruktur im Bereich Sachsen anbot. 1991 wurde die Umweltwirtschaft GmbH (UW) gegründet. In diesem Unternehmen wurden die Bereiche Abfallwirtschaft, Altanlagensanierung und Arbeitsschutz ausgelagert.
1996 wurde ein neu errichtetes Gebäude in Stuttgart-Weilimdorf (Friolzheimer Str. 3) bezogen. Im Jahr 2000 wurde zusammen mit dem Zweckverband Bodensee-Wasserversorgung und Landeswasserversorgung die wave GmbH gegründet. In diese Gesellschaft wurde das gesamte operative Geschäft der vedewa ausgelagert. 2002 beteiligte sich als vierter gleichberechtigter Partner die Neckarwerke Stuttgart Regional AG & Co. KG am Unternehmen. Zum 1. Januar 2002 wurde das Freiberger Büro im Rahmen eines Management-Buy-out selbstständig.
Am 8. August 2005 musste die wave GmbH Insolvenzantrag stellen. Als Gründe wurden unter anderem das für die vorhandene Mitarbeiterzahl zu große Geschäftsgebäude und die daraus resultierenden hohen Leasing-Zahlungen genannt. In der Folge wird die Umweltwirtschaft GmbH im Rahmen eines Management-Buy-out unter Beteiligung der Klinger und Partner GmbH selbstständig. Der Bereich Abwasser wurde zum 15. November 2005 von der Weber-Ingenieure GmbH, das Labor wurde von der Agrolab Labor GmbH und der Bereich technische Infrastruktur wurde von der CDM Consult GmbH übernommen.
2005 wurde das restliche Vermögen der wave GmbH von der EnBW-Tochter RBS Genius übernommen und 2006 zur RBS wave GmbH fusioniert.